# Дрізд — птах зелений
«Дрізд — птах зелений» («Strazdas — žalias paukštis») — радянський художній фільм 1990 року, знятий режисером Йонасом Вайткусом на Литовській кіностудії.

## Сюжет
За мотивами поеми Сігітаса Геди «Дрозд». Це схема екзистенції кожної людини. У фільмі йдеться про будь-яке зближення чоловіка та жінки, про боротьбу зі злом кожної людини, про випадки нестриманості, які несуть смерть.

## У ролях
- Повілас Будріс — Чоловік — птах (співає Ремігіюс Сабуліс)
- Віргінія Кельмеліте — Жінка-птах (співає Саломея Йонінайте)
- Діана Аневічюте — роль другого плану
- Нерінга Булотайте — роль другого плану
- Мартінас Будрайтіс — роль другого плану
- Іоланта Дапкунайте — роль другого плану
- Альгірдас Дайнавічюс — роль другого плану
- Відмантас Фіялкаускас — роль другого плану
- Сігітас Кубілюс — роль другого плану
- Вітаутас Канюшоніс — роль другого плану
- Вайдотас Мартінайтис — роль другого плану
- Даля Міхелявічюте — роль другого плану
- Саулюс Миколайтіс — роль другого плану
- Рімвідас Музікявічюс — роль другого плану
- Дарюс Пяткявічюс — роль другого плану
- Валдас Прануліс — роль другого плану
- Шарунас Пуйдокас — роль другого плану
- Раса Рапаліте — роль другого плану
- Джюгас Сяурусайтіс — роль другого плану
- Інга Шалкаускайте — роль другого плану
- Юрате Вілунайте — роль другого плану
- Ліна Будзейкайте — роль другого плану
- Джордана Буткуте — роль другого плану
- Лоренція Бужинскене — роль другого плану
- Артурас Буйловас — роль другого плану
- Гінтарас Чаяускас — роль другого плану
- Р. Глінскіте — роль другого плану
- Довіле Гасюнайте — роль другого плану
- Інгріда Лілейкіте — роль другого плану
- Л. Лігнугаріте — роль другого плану
- Регіна Лауціте — роль другого плану
- Егле Куцкайте — роль другого плану
- Юрате Катінайте — роль другого плану
- Лютаурас Контрімас — роль другого плану
- Ж. Янчаускайте — роль другого плану
- Раса Місявічюте — роль другого плану
- Л. Руткаускас — роль другого плану
- Рамуне Курене — роль другого плану
- Вігандас Тельксніс — роль другого плану
- С. Ширка — роль другого плану
- Едіта Шакаліте — роль другого плану
- Перліс Вайсета — роль другого плану
- А. Вадульскіс — роль другого плану
- Аудрюс Жукас — роль другого плану
- Вітас Крауяліс — роль другого плану
- Рамуне Скарджюнайте — роль другого плану

## Знімальна група
- Режисер — Йонас Вайткус
- Сценаристи — Йонас Вайткус, Сігітас Гяда
- Оператор — Донатас Печюра
- Композитор — Бронісловас-Вайдутіс Кутавічюс
- Художник — Даля Матайтене